# ESMexpress
Форм-фактор ESMexpress (англ. Embedded System Module, Вбудований системний модуль) — стандарт на компактний комп'ютер-на-модулі (COM, англ. Computer-on-module).
Це повноцінний процесорний модуль, який підтримують кілька малопотужних Intel і PowerPC платформ. Крім процесора, кожен модуль також включає в себе пам'ять, а також ряд послідовних інтерфейсів зв'язку, таких як PCI Express, Gigabit Ethernet, USB, SATA, SDVO, LVDS і HD Audio. Ці інтерфейси визначені в специфікації форм-фактора, а сигнали прив'язуються до двох 120-контактних роз'ємів. Ця фіксована прив'язка контактів гарантує, що різні модулі ESMexpress можна легко заміняти. Отже, ESMexpress як правило, не мають бортової FPGA. Ідея полягає в тому, щоб реалізовувати дуже спеціалізовані функції FPGA на борту носія COM, щоб полегшити модернізацію центрального процесора системи шляхом обміну модуля ESMexpress.
ESMexpress специфікація визначає один форм-фактор для друкованої плати: 95×125 мм.
Найважливішою особливістю цього комп'ютера-на-модулі є його механічне оформлення, яке було розроблене для особливо важких умов навколишнього середовища, наприклад, на залізниці або в авіоніці, чи в області промислової автоматизації. Розширений діапазон допустимих температур забезпечується за допомогою концепції охолодження, яка не потребує вентилятора для процесора: комп'ютер-на-модулі вбудований в алюмінієвий каркас і має покриття, що може відводити тепло від процесора за рахунок теплопровідності охолодження. У той же час цей механічний каркас забезпечує стійкість до вібрацій і електромагнітну сумісність (ЕМС).